# Музей истории и промышленности
Музей истории и промышленности (англ. Museum of History & Industry; сокр. MOHAI) — культурное учреждение США в районе South Lake Union города Сиэтла, штат Вашингтон, имеющее коллекцию из почти 4 миллионов артефактов, фотографий и архивных материалов. Аккредитован Американским альянсом музеев и является аффилированным подразделением Смитсоновского института.

## История
В 1911 году супруги Morgan и Emily Carkeek устроили в своем доме первую ежегодную вечеринку (бал) в честь Founder’s Day, на которую были приглашены гости в исторических костюмах, принёсшие с собой артефакты и документы, связанные с ранним Сиэтлом. В результате последующих проведённых вечеринок было образовано в 1914 году Сиэтлское историческое общество (Seattle Historical Society), членами которого могли быть первые белые поселенцы и их потомки.

Участники бала 1911 года

У общества не было постоянного собственного здания для размещения уже имеющихся артефактов, коллекция которых с каждым годом росла. В 1945 году компания Boeing выделила 50 000 долларов на создание собственного здания с авиационной экспозицией, и в течение следующих 5 лет историческое общество приобрело свою площадку в районе Монтлейк (Montlake). Созданный новый музей открылся в 1952 году. За последующие 50 лет музей пережил взлёты и падения. В 1990-е годы он начал оправляться от организационных и финансовых проблем, расширяя учебные и просветительские программы.
В связи с надвигающейся реконструкцией моста SR-520, Музей истории и промышленности был вынужден переехать со своего места в районе Монтлейк и тоже начал свою реконструкцию. В июне 2012 года музей полностью закрыл свою экспозицию в Монтлейке и 29 декабря 2012 года провел публичное торжественное открытие своего нового здания в районе South Lake Union.

## Деятельность

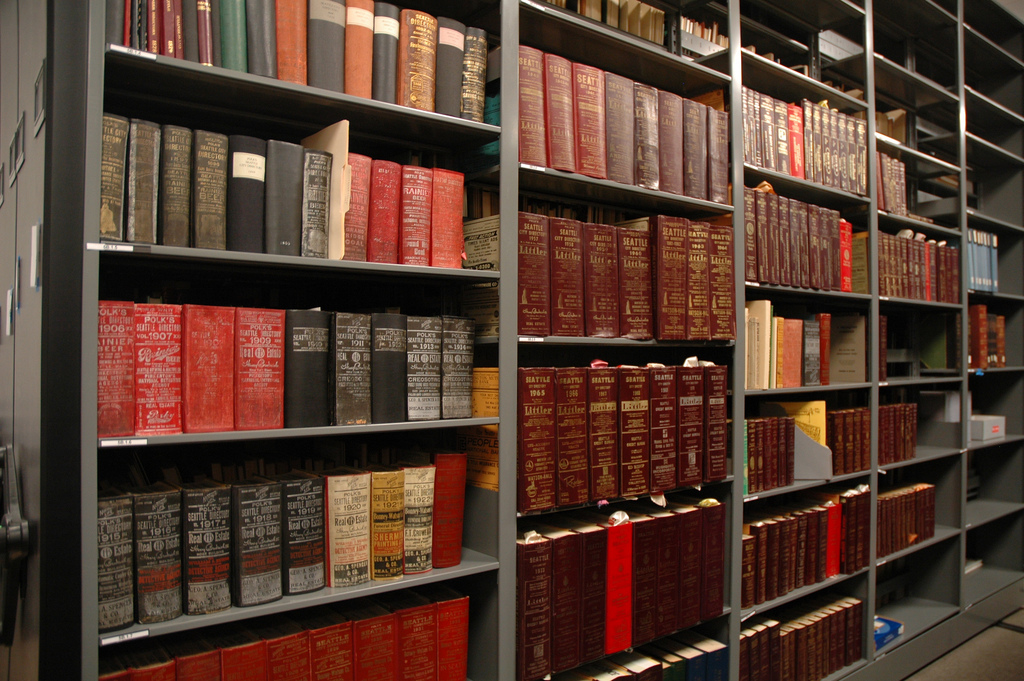
Хранилище библиотеки музея

Музей имеет следующие помещения (галереи):
- True Northwest: Путешествие по Сиэтлу
- Большой атриум Faye G. Allen
- Галерея Walker Special Exhibits Gallery
- Галерея семейного сообщества Linda and Ted Johnson
- Семейная морская галерея McCurdy
- Центр инноваций Bezos

В коллекции Музея истории и промышленности находится около 4 миллионов предметов, более 3,5 миллионов фотографий и около 200 000 архивных материалов. Коллекция исторических фотографий является крупнейшей в регионе.
Большинство архивных фондов музея, включая рукописи, фотографии, карты, книги и кинофильмы, хранятся в музейной библиотеке, которая названа в честь Sophie Frye Bass (1866—1947), внучки пионеров Сиэтла — Артура и Мэри Денни.